# CMMI
Capability Maturity Model Integration (CMMI) — це підхід для вдосконалення процесів, який забезпечує організації суттєвими елементами ефективних процесів. Він може використовуватись для покращення процесу як на рівні проекту чи відділу, так і на рівні цілої організації. CMMI дозволяє інтегрувати традиційно відокремлені організаційні функції, ставити цілі та пріоритети покращення процесів, забезпечує інструкцією по створенню якісних процесів, і дає контрольну точку для оцінки поточних процесів.

## Історія
CMMI є продовженням розвитку підходу CMM. CMM створювався з 1987 по 1997 Інстутутом програмування англ. Software Engineering Institute (SEI) в університеті Карнеґі-Меллона (англ. Carnegie Mellon University).

## Структура
CMMI визначає 22 процесні області (англ. process areas). Для кожної із процесних областей існує ряд цілей (goals), які повинні бути досягнуті при впровадженні CMMI в даній конкретній процесній області. Деякі цілі є унікальними — вони називаються спеціальними (англ. specific). Загальні (англ. generic) цілі застосовуються одразу до декількох процесних областей. Цілі досягаються за допомогою практик; так само, як і цілі, практики діляться на спеціальні та загальні.
Існує два представлення CMMI — поетапне (англ. staged) і неперервне (англ. continuous). Поетапне представлення групує процесні області у п'ять рівнів зрілості. Неперервне представлення визначає рівні можливостей. Різниця у цих двох представленнях є виключно організаційною; суть ідентична. Обидва представлення можуть бути використані для досягнення оцінки (англ. rating) оскільки мають рівнозначну постановку.